# EPtampa
Albums de Dana International
Umpatampa Maganona
EPtampa est le troisième album studio de la chanteuse israélienne Dana International. Ce mini-album est composé de trois titres inédits et de quatre remixes de titres présents dans ses deux précédents albums.

## Liste des titres
1. Ani rotza li-chyot 3:55 [Hébreu]
2. Mi she-lo roked - omed (avec Tzvika Pik) 4:00 [Hébreu]
3. Flash Gordon 3:52 [Hébreu]
4. Layla tov, Eropa (club remix) 4:09 [Hébreu]
5. Danna International (international remix) 4:34 [Arabe]
6. Qu'est-ce que c'est (the Ti.Pi.Cal. remix - Italy) 6:26 [Français]
7. Betula (ethnic virgin) 3:21 [Hébreu]

## Single
- Ani rotza li-chyot - 1995